# Jultomtens dotter: Den magiska tidsmaskinen
Jultomtens dotter: Den magiska tidsmaskinen (danska: Julemandens datter 3 - Den magiske tidsmaskine) är en dansk julfilm från 2022 i regi av Christian Dyekjær efter ett manus av Lars Therkildsen. Detta är den tredje i en serie, efter Jultomtens dotter från 2018 och Jultomtens dotter: Jakten på Kung Vinters kristall från 2020.

## Handling
Lucia har blivit tonåring. Hon flirtar med Valdemar från klassen, bråkar med sina föräldrar och är en av de äldre på jultomteskolan. Allt är bra tills en förvirrad rektor ställer in julen på grund av ett tidigare trauma. I en äventyrlig cirkus reser Lucia tillbaka i tiden med pojken Elias för att ta reda på vad som hände med rektorn och stoppa det så att han inte ställer in julen.

## Rollista
- Cecilia Loffredo – Lucia
- Leonard Mangheni – Elias
- Herman Knop – Valdemar
- Mia Lyhne – Claudia
- Martin Buch – Julius
- Ulf Pilgaard – rektor
- Thomas Bo Larsen – Von Ravn
- Kirsten Lehfeldt – Dr Herz
- Jacob Haugaard – Jens Boye
- Kristian Halken – Litteramus
- Jens Zacho Böye – Kalorius